# Brevipalpus juniperus
Brevipalpus juniperus är en spindeldjursart som beskrevs av Baker och James P. Tuttle 1987. Brevipalpus juniperus ingår i släktet Brevipalpus och familjen Tenuipalpidae. Inga underarter finns listade.